# Stazione di Cittiglio
La stazione di Cittiglio è una stazione ferroviaria della ferrovia Saronno-Laveno, posta nel comune di Cittiglio (VA).

## Strutture ed impianti
La stazione, classificata come stazione secondaria, è gestita da Ferrovienord.
Il piazzale del ferro è costituito da due binari, provvisti di banchina e di sottopassaggio.
La circolazione è gestita in telecomando dal dirigente centrale operativo da Varese Nord.

## Movimento
L'impianto è servito dai treni regionali svolti da Trenord sulla direttrice Laveno Mombello-Saronno-Milano nell'ambito del contratto di servizio stipulato con la Regione Lombardia.
Inoltre la stazione è servita dai treni RegioExpress RE1 Laveno - Varese - Saronno - Milano.

## Servizi
- Biglietteria automatica
- Bar
- dal 2022 è presente al binario 1 un presidio di sicurezza e assistenza ai viaggiatori, gestito dalla Guardia Nazionale.

## Interscambi
Di fronte alla stazione sorgeva, fra il 1914 e il 1949, il capolinea della tranvia della Valcuvia.

## Museo "Alfredo Binda"
All'interno della stazione è presente (al piano superiore) un museo dedicato al ciclista Alfredo Binda, originario di Cittiglio. Il museo è aperto il sabato e la domenica dalle 10:00 alle 17:00 oppure su prenotazione, ed è gestito dal Comune di Cittiglio tramite dei volontari.